# بادي كوران
بادي كوران (بالإنجليزية: Paddy Curran)‏ هو لاعب كرة القدم الغالية أيرلندي، ولد في 1988 في مقاطعة كري في جمهورية أيرلندا.